# 野原諭
野原 諭（のはら さとし、1967年〈昭和42年〉6月17日 - ）は、日本の経産官僚。

## 来歴
福岡県福岡市出身。久留米大学附設高等学校を経て、1991年（平成3年）、東京大学法学部を卒業。同年、通商産業省に入省。
入省後、環境立地局リサイクル推進課課長補佐、商務情報政策局情報経済課課長補佐、総務省行政管理局副管理官、経済産業政策局産業構造課課長補佐、経済産業省大臣官房政策審議室室長補佐、独立行政法人日本貿易保険総務グループ長、大田弘子経済財政政策担当大臣秘書官（政務）、与謝野馨経済財政政策担当大臣補佐室企画官、経済産業省大臣官房政策審議室担当企画官、経済産業政策局調査課長、甘利明経済再生担当大臣秘書官（事務）、経済産業省大臣官房政策審議室長、経済産業政策局総務課長、経済産業省大臣官房会計課長などを歴任。内閣府に出向した際には地方企業を支援する機構の新設に携わった。その際、共に新設に携わった山崎史郎とは内閣府を離れた後も関係が続き、山崎から自身の子育てや自分の考えを組織に浸透させる術について指南を受けたことから、野原は山崎を「人生の道しるべである」と評している。
2019年（令和元年）7月5日、経済産業省大臣官房審議官（商務情報政策局担当）に就任。2020年（令和2年）7月20日、内閣官房内閣審議官を併任。同日、内閣官房日本経済再生総合事務局次長を兼任。内閣官房で、日本郵便による配送ロボット「デリロ」の公道での実証実験に参加した。
2021年（令和3年）10月4日、商務情報政策局長に就任。経済産業省の半導体政策を担当し、半導体に関する戦略を主導。ラピダスの立ち上げと国の支援策の作成に携わった。

## 年譜
- 1991年（平成3年）
  - 3月 - 東京大学法学部卒業[1]
  - 4月 - 通商産業省入省[1]
- 1992年（平成4年）- 通商産業省生活産業局繊維製品課[3]
- 1994年（平成6年）- 中小企業庁総務課[3]
- 1995年（平成7年）- 通商産業省環境立地局リサイクル推進課課長補佐[3]
- 1996年（平成8年）- 通商産業省環境立地局リサイクル推進課計画班長[1]
- 1997年（平成9年）
  - 7月 - 中小企業総合事業団調査国際部付[1]
  - 米国留学（スタンフォード大学アジア太平洋研究センター客員研究員）[3]
- 1999年（平成11年）
  - ハーバード大学ケネディ行政大学院修士課程修了（MPA）[3]
  - 6月 - 通商産業省機械情報産業局情報処理振興課課長補佐[1]
- 2001年（平成13年）
  - 1月 - 経済産業省商務情報政策局情報経済課課長補佐[1]
  - 総務省行政管理局副管理官[3]
- 2002年（平成14年）4月 - 経済産業省経済産業政策局産業構造課課長補佐[1][3]
- 2005年（平成17年）- 経済産業省大臣官房政策審議室室長補佐[3]
- 2006年（平成18年）
  - 4月 - 経済産業省大臣官房総務課課長補佐[1]
  - 7月 - 独立行政法人日本貿易保険総務グループ長[3]
  - 10月 - 大田弘子経済財政政策担当大臣秘書官（政務）[1][3]
- 2008年（平成20年）8月 - 内閣府企画官（与謝野馨経済財政政策担当大臣補佐室企画官）[1][3]
- 2009年（平成21年）7月 - 経済産業省大臣官房政策審議室担当企画官[1][3]
- 2010年（平成22年）7月 - 経済産業省経済産業政策局調査課長[1][3]
- 2012年（平成24年）12月 - 甘利明経済再生担当大臣秘書官（事務）[1][3]
- 2016年（平成28年）
  - 2月 - 経済産業省大臣官房政策審議室長[1][3]
  - 6月 - 経済産業政策局総務課長[1][3]
- 2018年（平成30年）7月 - 経済産業省大臣官房会計課長[1][3]
- 2019年（令和元年）7月 - 経済産業省大臣官房審議官（商務情報政策局担当）[6]
- 2020年（令和2年）
  - 7月 - 経済産業省大臣官房付[1]
  - 7月 - 内閣官房内閣審議官[1][7]
  - 7月 - 内閣官房日本経済再生総合事務局次長[1][7]
  - 7月 - 内閣官房日本経済再生総合事務局官民一体型キャンペーン準備室次長[1]
  - 7月 - 内閣官房デジタル市場競争本部事務局次長[1]
  - 7月 - 内閣府大臣官房審議官（大臣官房担当）[1]
  - 10月 - 内閣官房成長戦略会議事務局次長[1]
  - 10月 - 内閣官房成長戦略会議事務局官民一体型キャンペーン準備室次長[1]
- 2021年（令和3年）10月 - 経済産業省商務情報政策局長[4]